# Chronologie de l'Île-du-Prince-Édouard
 (janvier 2016).
Si vous disposez d'ouvrages ou d'articles de référence ou si vous connaissez des sites web de qualité traitant du thème abordé ici, merci de compléter l'article en donnant les références utiles à sa vérifiabilité et en les liant à la section « Notes et références ».
L'actualité et les événements sur l'Île-du-Prince-Édouard, par année.

## Avant son entrée dans la confédération canadienne

### XVIIIesiècle

#### 1720

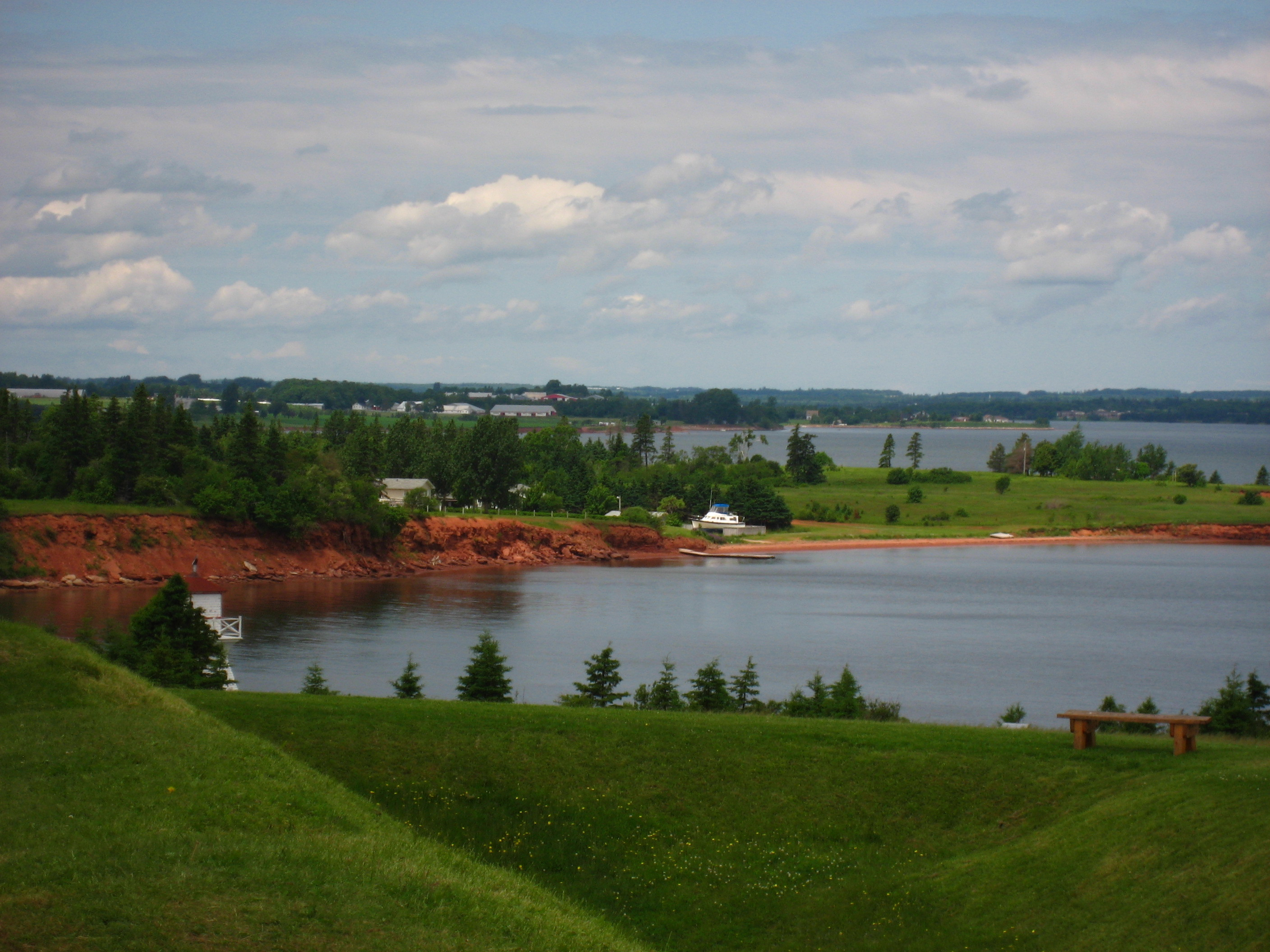
Fort Amherst est situé au sud de la ville sur le côté ouest du port de Charlottetown.

- Des français habitant à la forteresse de Louisbourg fondent en 1720 la ville de Port-la-Joye.

#### 1755
- Début de la déportation de la plupart des Acadiens de la Nouvelle-Écosse par les Britanniques lorsqu'ils refusent de prêter un serment d'allégeance.

#### 1758
- En août, au milieu de la Déportation des Acadiens, la flotte britannique prend le contrôle de la colonie et du reste de l'île, déportant les Acadiens qu'ils peuvent trouver dans la campagne de l'île Saint-Jean. Les Britanniques construisent le Fort Amherst près du site abandonné de la colonie de Port-la-Joye pour protéger l'entrée du port.

#### 1773
- Première session de l'Assemblée législative[1].

#### 1778
- Construction de la première baraque à Charlottetown[1].

#### 1780
- Inauguration de la première école de Charlottetown[1].

### XIXesiècle

#### 1802
- Ouverture du premier bureau de poste à Charlottetown[1].

#### 1823
- Ouverture du marché public Round Markjet House  à Charlottetown[1]

#### 1824
- Five Lanes End, est renommé Barrett's Cross en à cause d'un colon qui avait une auberge dans la région.

#### 1835
- La Province House ouvre ses portes à Charlottetown[1].

#### 1836
- L'Académie Central est inaugurée à Charlottetown[1]
- Constitution de la PEI Steam Navigation Company qui commence son service de traversées la même année[1]

#### 1847
- Début de la publication de l'Examiner à Charlottetown[1].
- L'éclairage au gaz est introduit à Charlottetown[1].

#### 1855
- Charlottetown est constituée en Municipalité[1].
- Ouverture du Collège Dunstans à Charlottetown[1].
- Constitution de la Banque de l'Île-du-Prince-Édouard[1].
- Formation des services de police et de pompiers sont formés à Charlottetown[1].

#### 1856
- Ouverture de l'école normale à Charlottetown[1]
- Le prince de Galles, futur roi Edward VII, visite Charlottetown; la Central Academy est renommée collège Prince of Walles pour l'occasion[1]

#### 1862
- Barrett's Cross est renommé d'après le palais de Kensington à Londres.

#### 1864
- Conférence de Charlottetown. La ville adopte la devise Cunabula Foederis, « Berceau de la Confédération ».

#### 1866
- Grand incendie de Charlottetown[1].

#### 1872
- Première publication du  Charlottetown Guardian[1]

## Depuis son entrée dans la confédération canadienne

### Années 1870

#### 1873
- Politique
  - Premier ministre : James Colledge Pope (Parti conservateur) (face au sortant Robert Haythorne (en) du Parti libéral) puis Lemuel Cambridge Owen
  - Lieutenant-gouverneur : Robert Hodgson
  - Législature : 25e puis 26e
- 1er avril : le Parti conservateur de James Colledge Pope remporte l'élection générale (en) qui forme un gouvernement minoritaire avec 15 sièges contre 10 pour le Parti libéral de Robert Haythorne (en) et 5 pour le parti inconnu.
- Avril : James Colledge Pope est assermenté premier ministre de l'Île-du-Prince-Édouard
- 1er juillet : l'Île-du-Prince-Édouard rejoint la confédération canadienne et devient la septième province du Canada.
- Septembre :
  - L'un des députés de 3e Kings Lemuel Cambridge Owen est assermenté premier ministre de l'Île-du-Prince-Édouard qui succède James Colledge Pope qui est élu député fédéral du comté de Prince.
  - lors des deux élections partielles provinciales, le conservateur James E. MacDonald (en) est élu dans la 3e Kings à la suite de la démission du même parti Augustine Colin Macdonald pour se présenter sa candidature à l'élection partielle fédérale et le libéral William Welsh (en) est élu dans la 4e Queens à la suite de la démission du même parti David Laird (en) pour se présenter sa candidature à l'élection partielle fédérale.
- 29 septembre : lors des trois premiers élections partielles fédérales, le conservateur Daniel Davies (en) et le libéral-conservateur Augustine Colin Macdonald sont élus sans opposition et devenus les premiers députés fédéraux du comté de King, le conservateur et l'ancien premier ministre James Colledge Pope et le libéral James Yeo (en) sont élus sans opposition et devenus les premiers députés fédéraUX du comté de Prince et les libéraux David Laird (en) et Peter Sinclair (en) sont élus sans opposition et devenus les premiers députés fédéraux du comté de Queen.
- Octobre : lors des deux élections partielles provinciales, le libéral Nicholas Conroy (en) est élu sans opposition dans le 1er Prince à la suite de la démission du même parti George William Howlan pour se présenter sa candidature à l'élection partielle fédérale et le libéral James William Richards (en) est élu dans la 2e Prince à la suite de la démission du même parti James Yeo (en) pour se présenter sa candidature à l'élection partielle fédérale.
- 14 octobre `lors des deux élections partielles provinciales, le conservateur William Campbell (en) est élu dans le 1er Queens à la suite de la démission du libéral Peter Sinclair, père (en) pour se présenter sa candidature à l'élection partielle fédérale et les conservateurs Frederick de St Croix Brecken (en) et John Theophilus Jenkins (en) sont élus dans la 5e Queens.

#### 1874
- Politique
  - Premier ministre : James Colledge Pope (Parti conservateur) (face au sortant Robert Haythorne (en) du Parti libéral) puis Lemuel Cambridge Owen
  - Lieutenant-gouverneur : Robert Hodgson
  - Législature : 25e puis 26e
- 22 janvier : le Parti libéral d'Alexander Mackenzie remporte l'élection générale avec 129 députés élus. Les conservateurs de John A. Macdonald obtiennent 65 députés (y compris 26 libéral-conservateur). À l'Île-du-Prince-Édouard, le résultat est de 5 libéraux et 1 conservateur.
- 4 mars : ouverture de la première session du vingt-sixième législative de l'Île-du-Prince-Édouard.
- 28 avril : à peine presque deux mois d'ouverture, la session est prologée.
- 4 juillet : sir Robert Hodgson est assermenté Lieutenant-gouverneur. Il lui succède William Cleaver Francis Robinson.

#### 1875
- 11 février : le conservateur et ancien premier ministre James Colledge Pope est élu sans opposition député provincial du 5e Prince à la suite de la démission du même parti Thomas Kelly (en).
- 18 mars : ouverture de la deuxième session du vingt-sixième législative de l'Île-du-Prince-Édouard.
- 17 avril : le conservateur Francis Gallant (en) est élu député provincial du 1er Prince à la suite de la démission du libéral Stanislaus Francis Perry.
- 27 avril : à peine d'un mois d'ouverture, la session est prolongée.
- 30 juin : La Loi d'achat de la terre (en) est entré en vigueur de l'Île-du-Prince-Édouard afin de répondre à la «question de la terre", l'une des questions qui ont motivé la colonie à se joindre à la Confédération canadienne.
- Novembre : le conservateur Francis Kelly (en) est réélu député provincial du 3e Queens.
- 16 décembre : le libéral Lauchlin MacDonald (en) est élu député provincial du 1er Kings à la suite de la mort du conservateur Emmanuel McEachern (en).

#### 1876

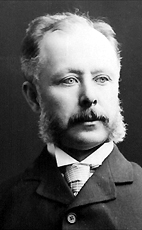
Louis Henry Davies

- 16 mars : ouverture de la troisième session du vingt-sixième législative de l'Île-du-Prince-Édouard.
- 29 avril : à peine d'un mois d'ouverture, la session est prolongée.
- 10 octobre : le Parti conservateur de Lemuel C. Owen remporte l'élection générale (en) qui forme un gouvernement de coalition avec 15 sièges contre 8 pour le parti inconnu et 7 pour le Parti libéral de Louis Henry Davies.
- Octobre : Louis Henry Davies devient Premier ministre qui succède Lemuel C. Owen à la suite d'une alliance coalition avec le parti inconnu.
- 22 novembre : le conservateur James Colledge Pope remporte l'élection partielle fédérale du Comté de Queen à la suite de la nomination du libéral David Laird (en) du lieutenant-gouverneur des Territoires du Nord-Ouest.

#### 1877
- L'enseignement du français est aboli à l'Île-du-Prince-Édouard par la mise en œuvre du « Public School Act ».
- 15 mars : ouverture de la première session du vingt-septième législative de l'Île-du-Prince-Édouard.
- 18 avril : à peine un mois d'ouverture, la session est prolongée.

#### 1878

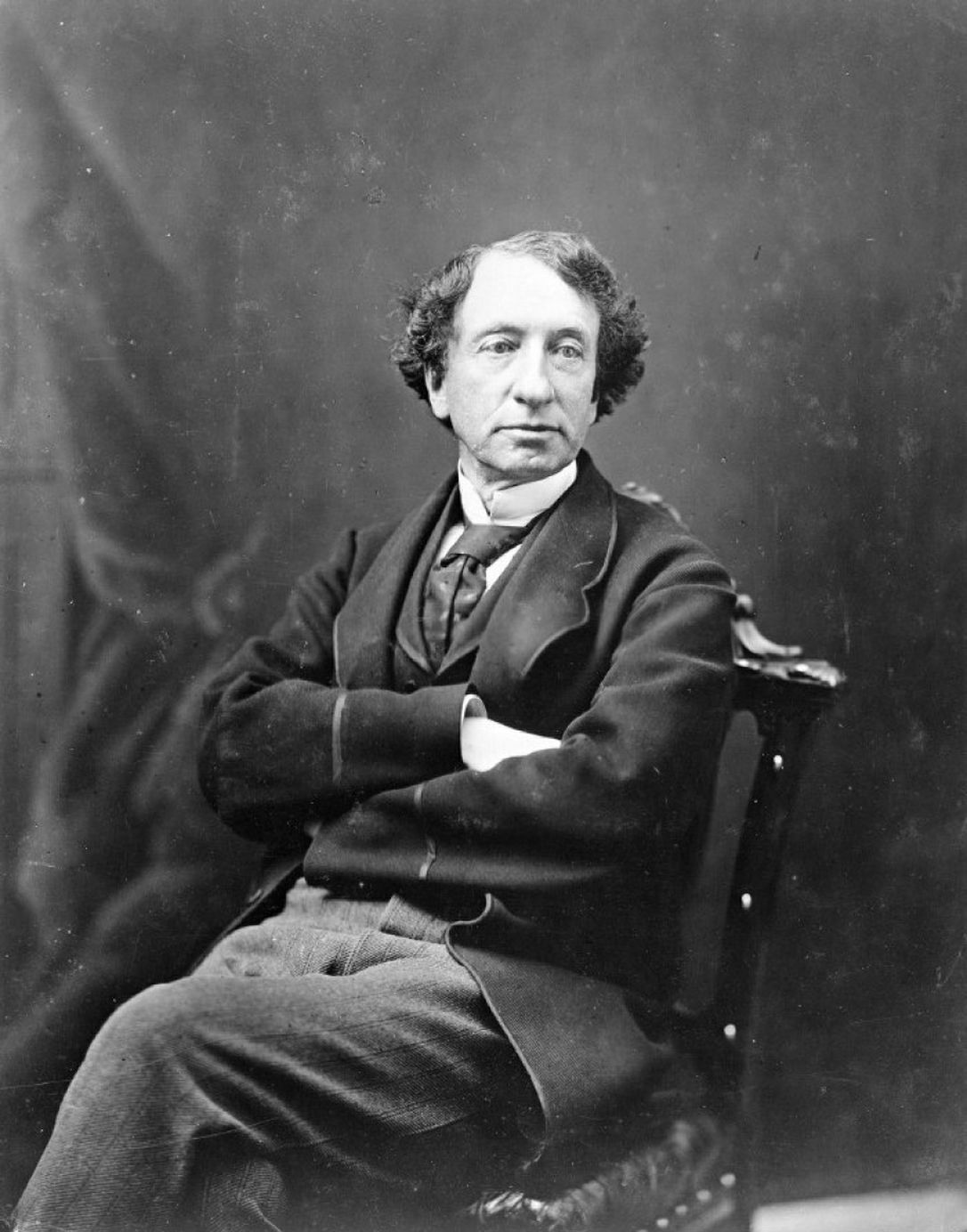
Mac Donald en 1872

- 14 mars : ouverture de la deuxième session de la vingt-septième législative de l'Île-du-Prince-Édouard.
- 18 avril : à peine d'un mois d'ouverture, la session est prolongée.
- 17 septembre : le Parti conservateur de John Alexander Macdonald remporte l'élection fédérale avec 134 candidats élus 9y compris 49 libéral-conservateur contre 63 pour le Parti libéral, 5 candidats indépendants, 2 conservateur indépendants, 1 libéral indépendant et 1 nationaliste-conservateur. À l'Île-du-Prince-Édouard, le score est de 5 conservateurs (y compris 2 libéraux-conservateurs) et 1 libéraux.

#### 1879
- 25 avril : Sir William Wilfred Sullivan devient premier ministre de l'Ile-du-Prince-Édouard, remplaçant Sir Louis Henry Davies.

### Années 1880
- Inauguration de l'hôpital de l'Île-du-Prince-Édouard[1].
- Installation du téléphone à  Charlottetown[1].
- Reconstruction à la suite du grand incendie de l'allée Victoria de Charlottetown[1]

#### 1885
- Charlottetown devient une ville.

#### 1889
- Novembre : Neil McLeod devient premier ministre, remplaçant William Wilfred Sullivan.

### Années 1890

#### 1891

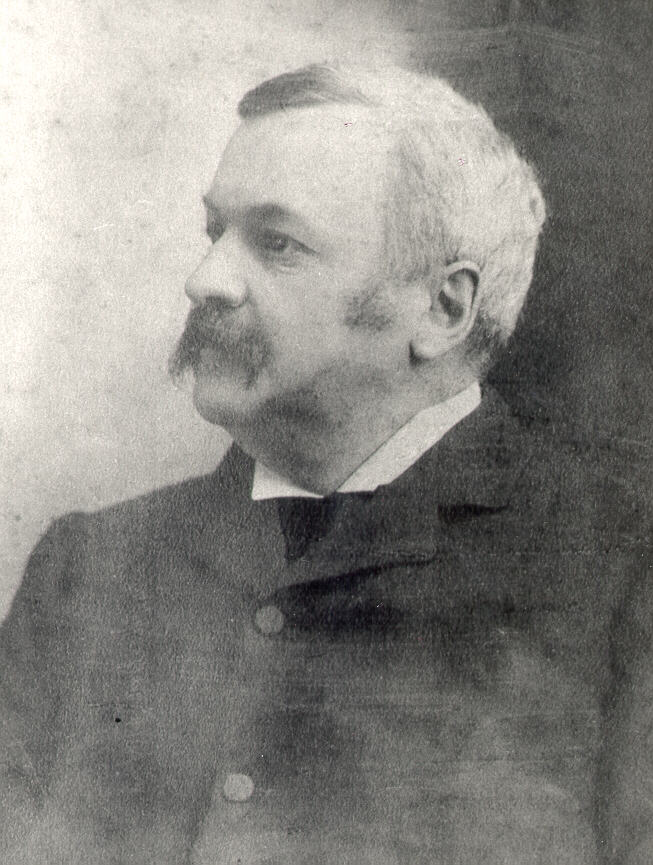
Frederick Peters

- Frederick Peters devient premier ministre.

#### 1893
- 22 juin : fondation du journal L'Impartial à Tignish.

#### 1895
- 18 février : le député provincial du 3e Prince Joseph-Octave Arsenault devient le premier acadien à être nommé au Sénat du Canada à l'Île-du-Prince-Édouard.

#### 1897
- 27 octobre : Alexander Bannerman Warburton devient premier ministre.

#### 1898
- Août : Donald Farquharson devient premier ministre.
- 29 septembre : référendum canadien sur la prohibition de l'alcool. Le oui l'emporte de très peu. Par contre le gouvernement laisse aux provinces le choix de décider de son application.

### Années 1900

#### 1900
- La province adopte une loi sur la prohibition d'alcool.

#### 1901

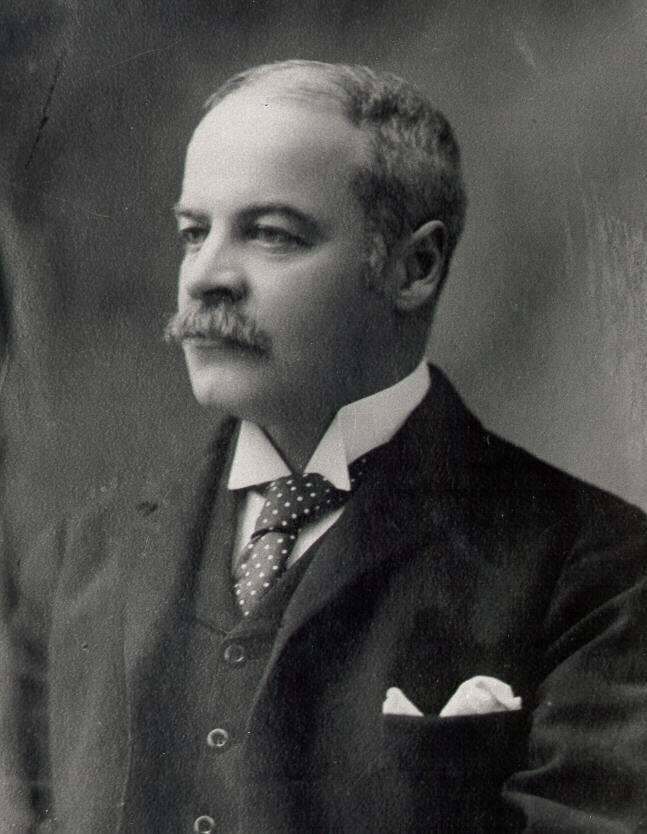
Arthur Peters

- 29 décembre : Arthur Peters devient premier ministre, remplaçant Donald Farquharson.

#### 1905
- 10 mai : les Armoiries de l'Île-du-Prince-Édouard sont octroyées.

#### 1908
- 29 janvier : le premier ministre de l'Île-du-Prince-Édouard Arthur Peters meurt en fonction s'éteint à l'âge de 53 ans.
- 1er février : Francis Longworth Haszard devient premier ministre.

### Années 1910

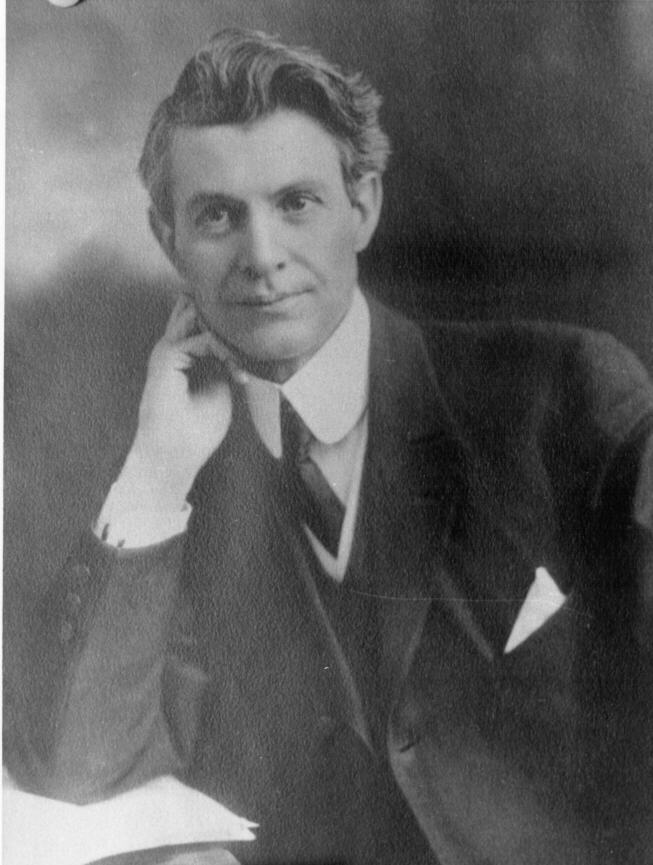
Aubin-Edmond Arsenault

#### 1911
- 16 mai : Herbert James Palmer devient premier ministre en remplacement de  Francis Longworth Haszard.
- 2 décembre : John Alexander Mathieson premier ministre en remplacement de Herbert James Palmer.

#### 1912
- Le premier avion officiel ayant opéré à Charlottetown atterrit aux exhibition grounds, à l'est du centre-ville.

#### 1915
- Fermeture du journal L'Impartial.

#### 1917
- Aubin-Edmond Arsenault devient premier ministre de la province : c'est le premier Acadien à occuper ce poste.

#### 1919
- John Howatt Bell devient premier ministre.

### Années 1920

#### 1923
- James D. Stewart devient premier ministre.

#### 1927
- Albert C. Saunders devient premier ministre.

### Années 1930

#### 1930

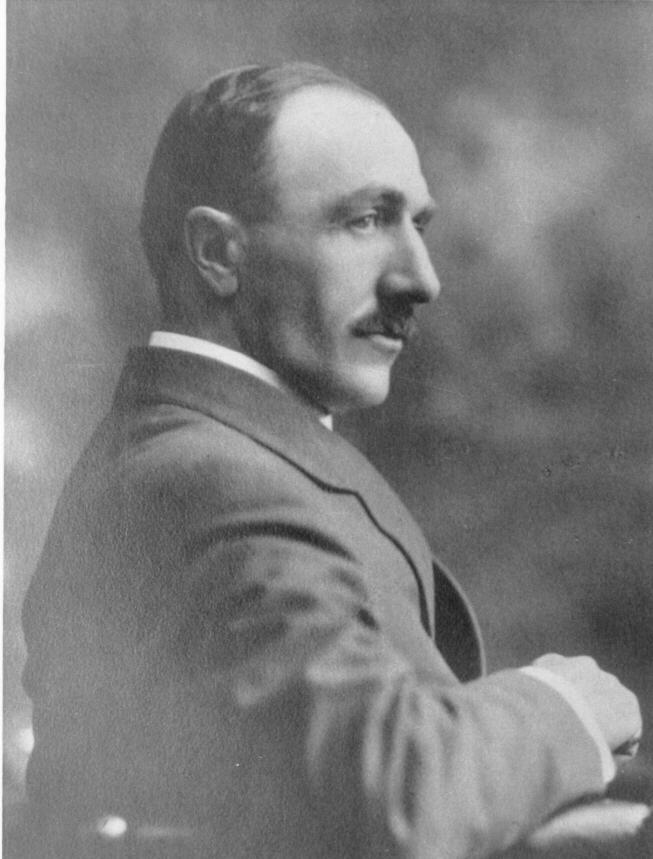
Walter M. Lea

- Walter M. Lea devient premier ministre.

#### 1931
- James D. Stewart devient premier ministre.

#### 1932
- 16 janvier : ouverture d' Upton Field (plus tard l'aéroport Upton), constitué de 2 pistes en Terre battue longues de 850 mètres et 490 mètres (2 800 pieds et 1 600 pieds).
- 9 octobre : Upton Field est exploité par Canadian Airways jusqu'au 9 octobre 1938.

#### 1933
- William J.P. MacMillan devient premier ministre.

#### 1935
- Walter M. Lea redevient premier ministre.

#### 1936
- Thane A. Campbell devient premier ministre.

#### 1938
- 9 octobre : fin de l'exploitation par Canadian Airways d' Upton Field.

#### 1939
- décembre : le gouvernement de Charlottetown offre l'aéroport au gouvernement fédéral pour une utilisation militaire durant la Seconde Guerre mondiale.

### Années 1940

#### 1941
- 15 juin : les forces aériennes du Canada utilisent l'aéroport de Charlottetown jusqu'en février 1944, il est pendant ce temps connu en tant que la Station RAF de Charlottetown.

#### 1942
- 14 octobre : le traversier canadien S.S. Caribou est coulé par le sous-marin allemand U-69 lors de la bataille du Saint-Laurent.

#### 1943
- John Walter Jones devient premier ministre.

#### 1949
- 18 octobre : les dix premiers ministres provinciaux du Canada acceptent l'invitation de Louis St-Laurent d'assister à une conférence fédérale-provinciale en janvier prochain afin d'en venir à une entente sur des amendements à la Constitution.

### Années 1950

#### 1953

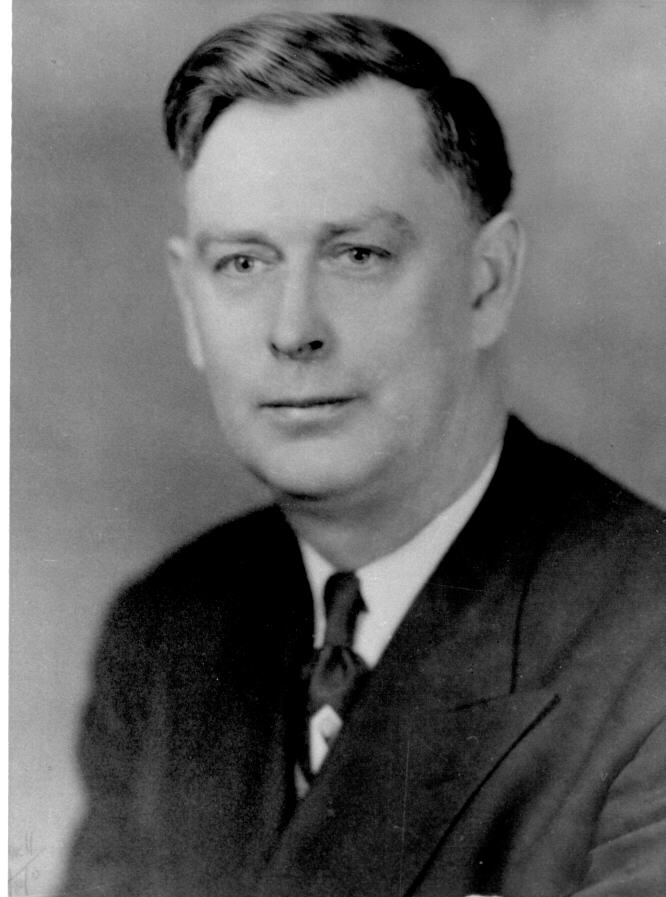
Alexander W. Matheson

- Alexander W. Matheson devient premier ministre.

#### 1954
- Wade MacLauchlan est né en 1954 ou 1955 à Stanhope[2],[3].

#### 1959
- Walter R. Shaw devient premier ministre.

### Années 1960

#### 1964
- 25 août : ouverture du musée acadien.

#### 1966
- Alexander B. Campbell devient premier ministre.

### Années 1970

#### 1976
- 3 décembre : ouverture à Kensington d'une école élémentaire Queen Elizabeth Elementary.

#### 1978
- W. Bennett Campbell devient premier ministre.

#### 1979
- Angus MacLean devient premier ministre.

### Années 1980

#### 1981
- James M. Lee devient premier ministre.

#### 1982
- Élection générale : le Parti progressiste-conservateur dirigé par James Matthew Lee conserve sa majorité à l'Assemblée législative ; le Parti libéral forme l'opposition officielle dirigé par Joe Ghiz.

#### 1986
- Joe Ghiz devient premier ministre.

#### 1987
- Une centaine de personnes tombent malades et deux meurent après avoir consommé des mollusques et crustacés contaminés à l'acide domoïque provenant de l'Île[4]. L'industrie de la pêche s'effondre.

#### 1988
- Le Premier Ministre Joe Ghiz organise un référendum, où 59 % de la population se montre favorable à un pont reliant l'île au continent[4].

### Années 1990

#### 1990
- Le Canadien National cesse l'exploitation du chemin de fer, malgré les vives protestations des agriculteurs[4].

#### 1992
- 22 août : révision finale de l'accord de Charlottetown : un changement aux amendements constitutionnel proposé est relâché.
- 26 octobre : l'Accord de Charlottetown est rejeté par un référendum national.

#### 1993
- Catherine Callbeck devient premier ministre.
- 29 mars : élection générale : le Parti libéral conserve sa majorité à l'Assemblée législative ; le Parti progressiste-conservateur forme l'opposition officielle.
- Nancy Guptill devient la première femme à être président de l'Assemblée législative de l'Île-du-Prince-Édouard.

#### 1994
- Début des travaux de construction du pont de la Confédération[4].

#### 1995
- Charlottetown fusionne avec les communautés de Sherwood, Parkdale, Hillsborough Park, West Royalty et East Royalty.
- 12 avril : les communautés Borden et Carleton Siding fusionnent pour devenir Borden-Carleton.

#### 1996
- Keith Milligan devient premier ministre ; il est remplacé un mois plus tard par Pat Binns.
- 18 novembre : élection générale : le gouvernement du Parti libéral est battu par le Parti progressiste-conservateur qui forme un gouvernement majoritaire dirigé par Pat Binns.

#### 1997
- Inauguration du pont de la Confédération[4].

#### 1999
- 28 février : le département des transports transfère les opérations financières pour l'aéroport à l'autorité de l'aéroport de Charlottetown sous un contrat de 60 ans.

### Années 2000

#### 2000
- 17 avril :  élection générale : le Parti progressiste-conservateur conserve sa majorité à l'Assemblée législative ; le Parti libéral forme l'opposition officielle.

#### 2003
- 29 septembre : élection générale : le Parti progressiste-conservateur conserve sa majorité à l'Assemblée législative.

#### 2007

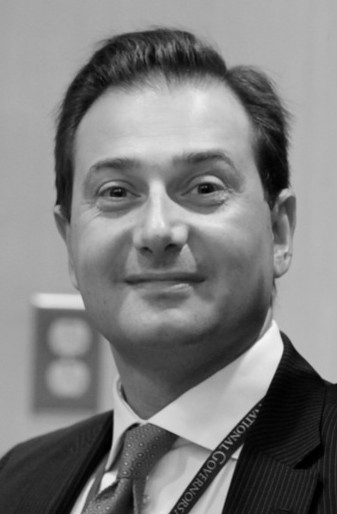
Robert Ghiz

- 28 mai :  élection générale : le gouvernement progressiste-conservateur est battu par le Parti libéral et Robert Ghiz succède à Pat Binns au poste de Premier ministre.

### Années 2010

#### 2010
- 2 octobre 2010 : Olive Crane devient la deuxième femme à diriger le parti progressiste-conservateur de l'Île-du-Prince-Édouard, après Pat Mella en 1990.

#### 2011
- 21 janvier : l'électricité de plusieurs centaines de personnes est coupée après la tempête d'hiver qui a frappé les provinces maritimes[5].
- 27 juillet : décès de Wilfred Arsenault (en), député de la circonscription prince-édouardienne Evangeline-Miscouche.
- 28 juillet : Frank Lewis devient Lieutenant-gouverneur à la suite de Barbara Hagerman.
- 3 octobre : Élection générale prince-édouardienne de 2011.

#### 2013
- 20 au 23 décembre : verglas massif de décembre 2013 dans le nord-est de l'Amérique du Nord.

#### 2014
- 13 novembre : Le premier ministre Robert Ghiz annonce qu'il démissionnera de son poste au début 2015 dès que le Parti libéral choisit un nouveau chef.

#### 2015
- 21 février : Le Parti libéral tiendra son élection de leadership (en). Wade MacLauchlan, seul candidat à la chefferie, est élu par acclamation du poste de chef du Parti et premier ministre.
- 23 février : Robert Ghiz démissionne comme premier ministre. Wade MacLauchlan est nommé et assermenté comme nouveau premier ministre. Plus tard ce jour-là, Ghiz, Wes Sheridan, et Robert Vessey démissionnerons en tant que députés, le potentiel déclenchement des élections partielles dans leurs anciens sièges (Charlottetown-Brighton, Kensington-Malpeque, et York-Oyster Bed, respectivement)
- 28 février : Lors de l'élection de leadership (en), Rob Lantz est élu chef du Parti progressiste-conservateur.
- 4 mai : Lors de l'élection générale prince-édouardienne de 2015, les libéraux remporte l'élection générale pour un troisième mandat majoritaire consécutif, tandis que les progressistes-conservateurs ont fait de légers gains malgré le fait que leur chef ne réussit pas à se faire élire dans Charlottetown-Brighton. Le Parti vert et le NPD réalisent de forts gains en voix, le chef vert Peter Bevan-Baker remportant un premier siège pour son parti dans Kellys Cross-Cumberland.